# Lago Grössin
El lago Grössin (en alemán: Grössinsee) es un lago situado en el distrito rural de Teltow-Fläming, en el estado de Brandeburgo (Alemania), a una elevación de 33.2 metros; tiene un área de 94 hectáreas.

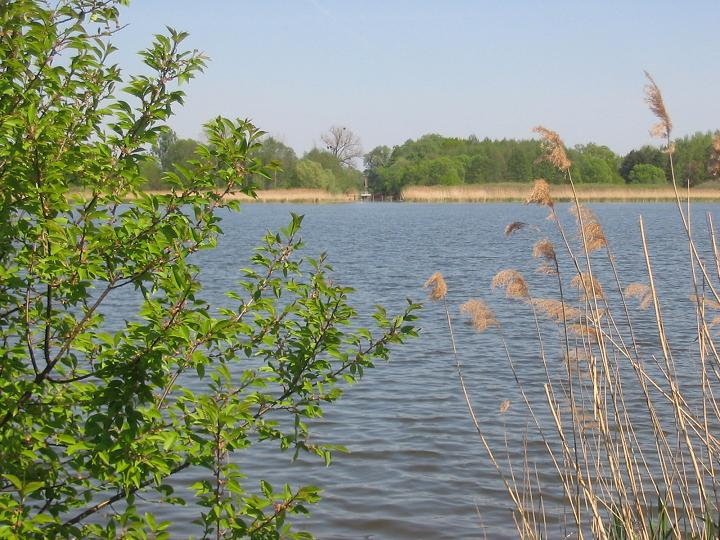